# 우타마바드라족
우타마바드라족(Uttamabhadras)은 마하바라타와 그 이후의 비문에 기술된 고대 인도의 부족이다.
우타마바드라족은 펀자브에서 살았다. 우타마바드라족은 원래 베다 시대에 발흐에서 인도로 이주한 민족이다. 베다 시대에는 쿠루족, 푸루족과 밀접한 관련이 있었다. 마하바라타에 나오는 쿠루크셰트라 전쟁에서도 쿠루족과 연관된 마드라족을 발견할 수 있다. 그 전쟁에서 샬리야 왕은 카우라바 편에 섰다. 판다바에 속하는 나쿨라와 사하데바의 어머니인 마드리는 마드라의 공주였다. 마드리는 또한 바흘리카 즉, 바흘리카 자나파다/부족의 공주로 일컬어지고 살리아 왕은 바흘리카-풍가바, 즉 바흘리카족 사이에서 으뜸가는 왕으로 언급되어 왔다. 서사시는 또한 사비트리의 아버지였던 파우라 자파다의 사랑을 받은 마드라의 아슈바파티 왕을 언급한다. 비우시타슈바 왕은 유명한 리그베다 시대의 왕인 푸루의 후손이었다.

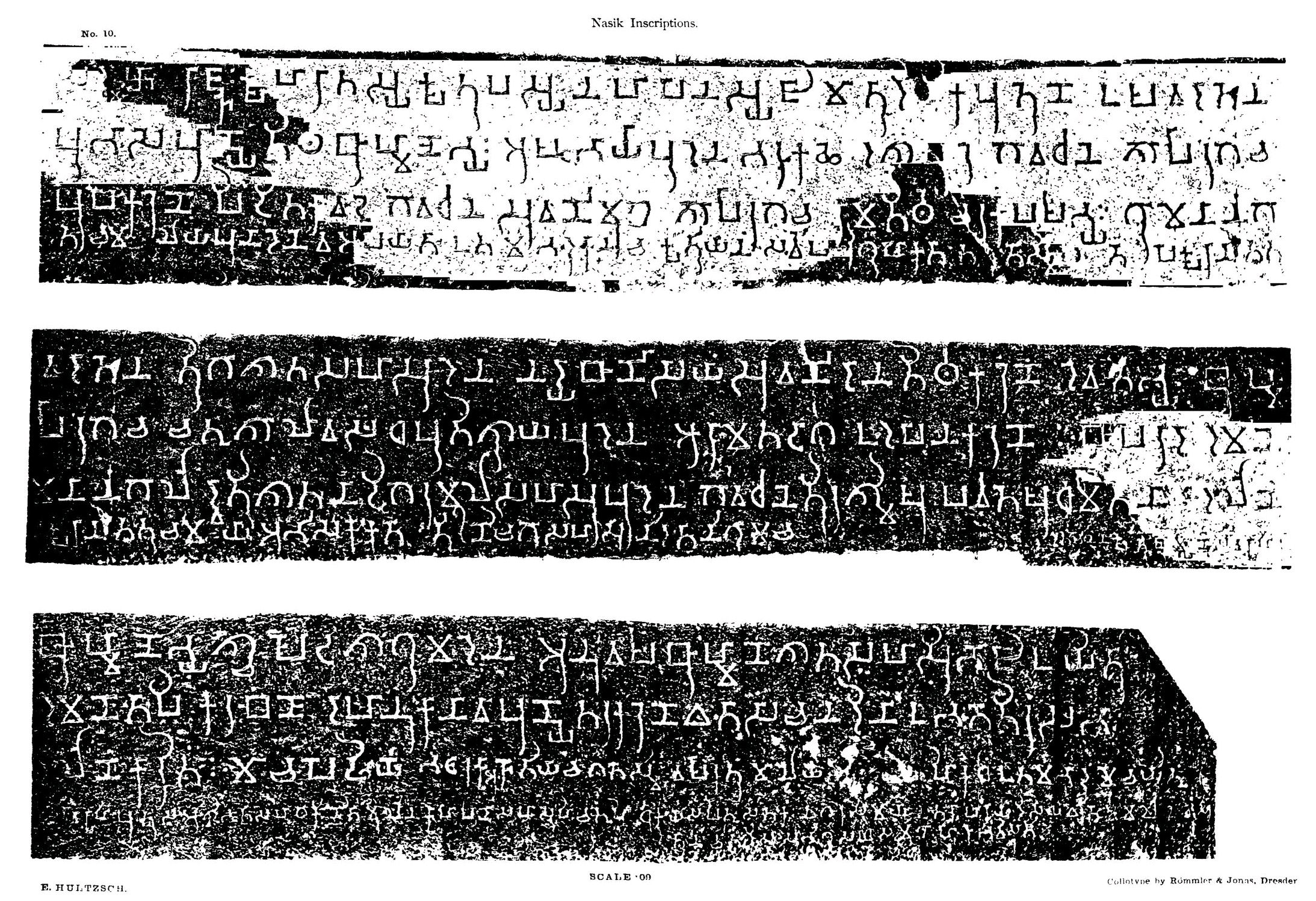
우타마바드라족의 구조에 대해 설명한 자료가 적힌 우샤의 나시크 석굴 비문 제10호.

서기 120년경, 우타마바드라족은 말라바족의 공격을 격퇴한 서사트라프의 동맹으로 언급된다. 이 주장은 나하파나의 부왕 우샤바다타가 작성한 나시크 석굴 비문에 나타난다:
...그리고 내가 주의 명으로, 말라야족에게 장마철을 맞아 포위당한 우타마바드라 족장을 풀어주러 갔는데, 말라야족은 굉음만 내며 도망쳤으며, (내가 접근할 때) 그들은 모두 우타마바드라족 전사들의 포로가 되었다.— Inscription in Cave No.10 of the Nashik Caves.